# Edens bakgård
Edens bakgård är en roman av den svenske författaren P.C. Jersild. Boken gavs ut 4 september 2009 I boken riktar Jersild stark kritik emot storebrorssamhället.

## Handling
Den bostadslöse Roland Rajamäki erbjuds att jobba svart som nattvakt på ett kontor där de mest märkliga saker sker. Med tredimensionella simuleringar av alltifrån rymdfärder och safariresor till pedofili och lustmord försöker företaget locka kunder till sitt ”upplevelsecentrum”. Då lågkonjunkturen drabbar firman föds en ny och revolutionerande idé: verksamheten ombildas till en kyrka, som med hjälp av samma virtual reality-teknik kan erbjuda frälsning, ett besök i himlen eller en åktur ner i helvetet, allt under trosfrihetens täckmantel.